# Eichstätt (huyện)
Eichstätt là một huyện ở vùng hành chính Oberbayern, bang Bayern, Đức. Huyện này giáp các huyện (từ phía nam theo chiều kim đồng hồ): Neuburg-Schrobenhausen, Donau-Ries, Weißenburg-Gunzenhausen, Roth, Neumarkt, Kelheim và Pfaffenhofen, và giáp thành phố Ingolstadt.

## Lịch sử
Huyện Eichstätt như hiện nay đã được lập năm 1972 thông qua việc sáp nhập các huyện cũ Eichstätt với một số khu vực của huyện giải thể Ingolstadt, Beilngries, Riedenburg và Hilpoltstein. Thành phố Eichstätt mất tư cách một thành phố không thuộc huyện và trở thành thủ phủ của huyện mới.

## Địa lý
Huyện này tọa lạc ở phía nam của Frankish Alb. 80% huyện tọa lạc ở công viên tự nhiên Altmühltal, phía đông nam sông Danube tạo thành một phần ranh giới.

## Thị xã và đô thị
| Thị xã                     | Đô thị | |
| -------------------------- | --- | --- |
| 1. Beilngries 2. Eichstätt | 1. Adelschlag 2. Altmannstein 3. Böhmfeld 4. Buxheim 5. Denkendorf 6. Dollnstein 7. Egweil 8. Eitensheim 9. Gaimersheim 10. Großmehring 11. Hepberg 12. Hitzhofen 13. Kinding 14. Kipfenberg | 1. Kösching 2. Lenting 3. Mindelstetten 4. Mörnsheim 5. Nassenfels 6. Oberdolling 7. Pförring 8. Pollenfeld 9. Schernfeld 10. Stammham 11. Titting 12. Walting 13. Wellheim 14. Wettstetten |